# Sitanggal
Sitanggal is een bestuurslaag in het regentschap Brebes van de provincie Midden-Java, Indonesië. Sitanggal telt 14.352 inwoners (volkstelling 2010).